# Небойша Джорджевич
Небойша Джорджевич (нар. 24 квітня 1973) — колишній югославський тенісист.
Найвищу одиночну позицію світового рейтингу — 489 місце досяг 27 листопада 1995, парну — 81 місце — 21 червня 1999 року.
Найвищим досягненням на турнірах Великого шолома було 2 коло в парному розряді.

## Титули на челленджерах

### Парний розряд: (6)
| Ранг | Рік  | Турнір                     | Покриття | Партнер            | Суперники                      | Рахунок       |
| ---- | ---- | -------------------------- | -------- | ------------------ | ------------------------------ | ------------- |
| 1.   | 1996 | Будва, Чорногорія          | Ґрунт    | Александар Кітінов | Душан Вемич Ненад Зімоньїч     | 6–3, 6–2      |
| 2.   | 1996 | Скоп'є, Північна Македонія | Ґрунт    | Александар Кітінов | Ґеорґ Блумауер Емануел Коуту   | 6–1, 6–1      |
| 3.   | 1996 | Порторож, Словенія         | Тверде   | Александар Кітінов | Матіас Гунінґ Міхаель Кольманн | 7–5, 5–7, 6–3 |
| 4.   | 1997 | Будапешт, Угорщина         | Ґрунт    | Душан Вемич        | Корнель Бардоцький Міклош Янчо | 6–1, 3–6, 6–4 |
| 5.   | 1998 | Венеція, Італія            | Ґрунт    | Маркос Ондруска    | Массімо Бертоліні Сандер Гройн | 1–6, 6–1, 6–2 |
| 6.   | 1999 | Фюрт, Німеччина            | Ґрунт    | Маркос Ондруска    | Дієго дель Ріо Мартін Родрігес | 4–6, 6–3, 6–4 |